# اوستروف (ناحیه پریبرام)
اوستروف (به چکی: Ostrov) یک منطقهٔ مسکونی در جمهوری چک است که در ناحیه پریبرام واقع شده‌است.